# Georg Duperron
Georg Duperron (ur. 24 września 1877 w Petersburgu, zm. 23 lipca 1934 w Leningradzie) – rosyjski działacz sportowy, dziennikarz i historyk pochodzenia francusko-niemieckiego.

## Życiorys
Duperron grał w pierwszym w historii meczu piłki nożnej w Rosji, 12?/24 października 1897 w Petersburgu. Po powstaniu Rosyjskiego Komitetu Olimpijskiego (1911) został jego pierwszym sekretarzem. Od 1913 do 1915 był członkiem Międzynarodowego Komitetu Olimpijskiego. W 1912 był trenerem rosyjskich piłkarzy na Igrzyskach w Sztokholmie.